# 煤ヶ谷村
煤ヶ谷村（すすがやむら）は、神奈川県の北西に位置した愛甲郡にかつてあった村である。
1956年9月30日に宮ヶ瀬村と合併して清川村となった。現在の住所表示は愛甲郡清川村煤ヶ谷となっている。

## 地理
- 山：仏果山、革籠石山、経ヶ岳、華厳山、鍋嵐、三峰山、上ノ丸、行者ヶ岳、新大日、木ノ又大日、塔ノ岳
- 河川：布川（中津川）、唐沢川、本谷川、谷太郎川

## 歴史
- 1889年4月1日 - 町村制施行により、愛甲郡煤ヶ谷村が発足。
- 1956年9月30日 - 宮ヶ瀬村と合併し清川村となる。

## 地域

### 教育
- 清川村立緑中学校
- 清川村立緑小学校

## 交通

### 路線バス
- 神奈川中央交通

### 道路

#### 県道
- 主要地方道
  - 神奈川県道64号伊勢原津久井線
  - 神奈川県道70号秦野清川線